# Беј ан Турен
Беј ан Турен (фр. Bueil-en-Touraine) насеље је и општина у централној Француској у региону Центар (регион), у департману Ендр и Лоара која припада префектури Тур.
По подацима из 2005. године у општини је живело 377 становника, а густина насељености је износила 20,9 становника/km². Општина се простире на површини од 18,06 km². Налази се на средњој надморској висини од 70 метара (максималној 127 m, а минималној 63 m).

## Демографија
| 1962. | 1968. | 1975. | 1982. | 1990. | 1999. | 2011. |
| ----- | ----- | ----- | ----- | ----- | ----- | ----- |
| 425   | 519   | 429   | 452   | 341   | 366   | 320   |

График промене броја становника у току последњих година